# Mladecký Dvůr
Sídlo Mladecký Dvůr (německy Mladetzli Mayerhof) je ZSJ obce Mladecko, nacházející se v okrese Opava, v Moravskoslezském kraji. Nachází se u silnice spojující obce Mladecko a Hlavnici.

## Zámek

### Historie
Na okraji Mladecka byl v 80. letech 17. století vystavěn nevelký barokní zámek, jenž byl roku
1772 zbořen. Na počátku 19. století postavil hrabě Ondřej Renard nový dvůr s menším zámkem
mimo ves, k němuž byl později zřízen okrasný park. Ve 2. pol. 19. století nechal hrabě Hartig
tento zámek přestavět pseudoklasicisticky.

### Současnost
Donedávna patřil zámek řádovým sestrám Kongregace Milosrdných sester III. řádu svatého Františka.
Dnes je zámek v soukromých rukou a je veřejnosti nepřístupný.